# 가지안테프스포르
가지안테프스포르(튀르키예어: Gaziantepspor)는 튀르키예 가지안테프를 연고로 했던 축구 클럽으로 이 팀은 1969년에 창단되었다가 2020년에 파산하여 해산되었다. 이 팀의 쉬페르리그에서의 최고 성적은 1999-2000 시즌과 2000-01 시즌 3위였으며 튀르키예 쿠파스에서의 최고 성적은 2005-06 시즌과 2010-11 시즌 4강 진출이었다.

## 역대 감독
| 감독                | 임기        |
| ------------------- | ----------- |
| 토도르 베셀리노비치 | 1990 ~ 1991 |
| 파루크 하지베기치   | 2005        |
| 발테르 젱가         | 2006        |